# Multiverso (ciência)
Multiverso é um conceito usado para descrever o conjunto hipotético de universos possíveis, incluindo o universo em que vivemos. Juntos, esses universos compreendem tudo o que existe: a totalidade do espaço, do tempo, da matéria, da energia e das leis e constantes físicas que os descrevem. É geralmente usado em enredos de ficção científica, mas também é uma extrapolação possível de algumas teorias científicas para descrever um grupo de universos que estão relacionados, os denominados universos paralelos. A ideia de que o universo que se pode observar é só uma parte da realidade física deu luz à definição do conceito "multiverso".

## Conceito
O conceito de Multiverso tem suas raízes em extrapolações, até o momento não científicas, da moderna Cosmologia e na Teoria Quântica, e engloba também várias ideias oriundas da Teoria da Relatividade de modo a configurar um cenário em que pode ser possível a existência de inúmeros Universos onde, em escala global, todas as probabilidades e combinações ocorrem em algum dos universos. Simplesmente por haver espaço suficiente para acoplar outros universos numa estrutura dimensional maior: o chamado Multiverso.
Os universos seriam, em uma analogia, semelhantes a bolhas de sabão flutuando num espaço maior capaz de abrigá-las. Alguns seriam até mesmo interconectados entre si por buracos negros ou de buracos de minhoca.
Em termos de interpretações da Mecânica Quântica, que, ao contrário da Mecânica Quântica em si, não são cientificamente estabelecidas, a Interpretação de Vários Mundos fornece uma visão que implica um multiverso. Nessa visão, toda vez que uma decisão quântica tem de ser tomada - em termos técnicos, toda vez que há uma redução da função de onda de um estado emaranhado - dois ou mais universos independentes e isolados surgem, um para cada opção quântica possível. Vivemos no universo no qual as decisões quânticas adequadas levam à nossa existência.
Devido ao fato da conjectura de multiverso ser essencialmente ideológica, não havendo, atualmente, qualquer tipo de prova tecnicamente real, a "teoria dos universos paralelos" ou "multiverso" é em essência uma teoria não científica. Nesse ponto, aliada à completa ausência de evidência científica, há ainda a questão concernente à compatibilidade com as teorias científicas já estabelecidas e os rumos diretamente apontados por essas. No conceito de multiverso, imagina-se um esquema em que todas os universos agregavam-se mutuamente por uma infinita vastidão. Tal conceito de Multiverso implica numa contradição em relação à atual busca pela Teoria do Campo Unificado ou pela Teoria do Tudo, uma vez que em cada Universo pode-se imaginar que haja diferentes Leis Físicas.
Ressalta-se, contudo, que a Teoria do Campo Unificado e a Teoria do Tudo são, assim como a Teoria das Cordas e outras similares (em vista dos rigores do Método Científico), pelo menos até o momento, teorias não científicas. A exemplo, a Teoria M prevê que nosso universo possua em verdade 11 dimensões. Factualmente, vivemos em um universo quadridimensional, descrito por três dimensões espaciais e uma temporal interligadas entre si no que se denomina malha espaço-tempo.

## Origem do conceito
Em 1952, Erwin Schrödinger deu uma palestra, em Dublin, onde avisou com entusiasmo a audiência que o que estava prestes a enunciar poderia parecer "lunático".  Ele disse que, quando as equações que lhe renderam o prêmio Nobel pareciam descrever várias histórias diferentes, estas não eram "alternativas, mas que tudo realmente acontece simultaneamente". Esta é a primeira referência conhecida ao multiverso.

## Busca por evidências
A ideia de que vivemos em um 'multiverso' composto por um número infinito de universos paralelos tem sido, por muitos anos, considerada uma possibilidade científica. A corrida era para encontrar uma maneira de testar a hipótese.
Por volta de 2010, cientistas como Stephen M. Feeney analisaram os dados de Wilkinson Microwave Anisotropy Probe (WMAP) e alegaram encontrar evidências sugerindo que nosso universo colidiu com outros universos (paralelos) no passado distante. No entanto, uma análise mais aprofundada dos dados da WMAP e do satélite Planck, que tem uma resolução 3 vezes superior à WMAP, não revelou evidências estatisticamente significativas de tal colisão do universo bolhas. Além disso, não havia nenhuma evidência de qualquer atração gravitacional de outros universos nos nossos.
Em 2015, um astrofísico pode ter encontrado evidências de universos alternativos ou paralelos, olhando de volta no tempo para um momento imediatamente depois do Big Bang, embora ainda seja uma questão de debate entre os físicos. Dr. Ranga-Ram Chary, após a análise do espectro de radiação cósmica, encontrou um sinal 4.500 vezes mais brilhante do que deveria ter sido, com base no número de prótons e elétrons cientistas acreditam que existia no início do universo, assim, demonstrando sinais de colisões com outros universos.

## Princípio antrópico
O conceito de outros universos foi proposto para explicar como nosso próprio universo parece ser ajustado para a vida consciente à medida que a experimentamos.
Se houvesse um número grande (possivelmente infinito) de universos, cada um possivelmente com diferentes leis físicas (ou diferentes constantes físicas fundamentais), alguns desses universos (mesmo que muito poucos) teriam a combinação de leis e parâmetros fundamentais os quais seriam adequados para o desenvolvimento da matéria, estruturas astronômicas, diversidade elementar e estrelas e planetas que poderiam existir o tempo suficiente para que a vida possa surgir e evoluir.
O princípio antrópico poderia então ser aplicado para concluir que nós (como seres conscientes) só existiríamos em um desses poucos universos que passaram a ser afinados, permitindo a existência de vida com consciência desenvolvida. Assim, enquanto a probabilidade pode ser extremamente pequena que qualquer universo particular tenha as condições necessárias para a vida (como entendida por nós), essas condições não requerem um design inteligente como uma explicação para as condições do Universo que promovam nossa existência nele.
Uma forma precoce desse raciocínio é evidente no trabalho de Arthur Schopenhauer em 1844, "Von der Nichtigkeit und und Leiden des Lebens", onde ele argumenta que nosso mundo deve ser o pior de todos os mundos possíveis, porque se fosse significativamente pior em qualquer aspecto, poderia não continuar a existir.

## Esquemas de classificação
Max Tegmark e Brian Greene desenvolveram esquemas de classificação para os vários tipos teóricos de multiverso, ou para os tipos de universo que um multiverso pode incluir.

### Os quatro níveis de Max Tegmark
O cosmólogo Max Tegmark forneceu uma taxonomia de universos além do universo observável familiar. Os quatro níveis da classificação de Tegmark são organizados de tal forma que os níveis subseqüentes podem ser entendidos como abrangendo e expandindo em níveis anteriores. Eles são brevemente descritos abaixo.

Universos Bubble - cada disco representa um universo bolha. Nosso universo é representado por um dos discos.
Universo 1 ao universo 6 representam universos de bolhas. Cinco deles têm diferentes constantes físicas em relação ao nosso universo.

#### Nível I: uma extensão do nosso Universo
Uma predição da inflação caótica é a existência de um universo ergódico infinito, que, sendo infinito, deve conter volumes de Hubble realizando todas as condições iniciais.
Assim, um universo infinito conterá um número infinito de volumes do Hubble, todos com as mesmas leis físicas e constantes físicas. Em relação a configurações como a distribuição de matéria, quase todas serão diferentes do nosso volume Hubble. No entanto, como existem infinitamente, muito além do horizonte cosmológico, eventualmente haverá volumes do Hubble com configurações semelhantes e mesmo idênticas. A Tegmark estima que um volume idêntico ao nosso deve estar a cerca de 1010115 metros de distância de nós.
Dado o espaço infinito, de fato, haveria um número infinito de volumes Hubble idênticos aos nossos no universo. Isso segue diretamente do princípio cosmológico, onde presume-se que nosso volume Hubble não é especial ou exclusivo.

#### Nível II: Universos com diferentes constantes físicas
Universos Bubble - cada disco representa um universo bolha. Nosso universo é representado por um dos discos. Do Universo 1 ao Universo 6 representa-se universos de bolhas. Cinco deles têm diferentes constantes físicas do que o nosso universo.
Na teoria da inflação caótica, uma variante da teoria da inflação cósmica, o multiverso ou o espaço como um todo está expandindo e continuará fazendo isso para sempre , mas algumas regiões do espaço param de se alongar e formar bolhas distintas (como bolsões de gás em um pão crescente). Essas bolhas são embrionárias de nível I do multiverso.Diferentes bolhas podem experimentar diferentes quebras de simetria espontânea, o que resulta em diferentes propriedades, como diferentes constantes físicas.
O nível II também inclui a teoria do universo oscilatório de John Archibald Wheeler e a teoria dos universos fecundos de Lee Smolin.

#### Nível III: interpretação de muitos mundos da mecânica quântica
A interpretação de muitos mundos de Hugh Everett III (MWI) é uma das várias interpretações convencionais da mecânica quântica.
Em resumo, um aspecto da mecânica quântica é que certas observações não podem ser previstas absolutamente. Em vez disso, há uma série de possíveis observações, cada uma com uma probabilidade diferente. De acordo com o MWI, cada uma dessas possíveis observações corresponde a um universo diferente. Suponha que um dado de seis lados seja jogado e que o resultado do lance corresponda a uma mecânica quântica observável. Todas as seis maneiras possíveis de ocorrer podem corresponder a seis universos diferentes.
Tegmark argumenta que um multiverso de Nível III não contém mais possibilidades no volume do Hubble do que um multiverso Nível I ou Nível II. Com efeito, todos os diferentes "mundos" criados por "divisão" em um multiverso de Nível III com as mesmas constantes físicas podem ser encontrados em algum volume Hubble em um multiverso de Nível I. Tegmark escreve que: "A única diferença entre o Nível I e o Nível III é o local onde residem os seus doppelgängers. No Nível I, eles vivem em outro lugar no antigo e antigo espaço tridimensional. No Nível III eles vivem em outro ramo quântico em espaço infinito de Hilbert. "
Da mesma forma, todos os universos de bolhas de Nível II com diferentes constantes físicas podem, de fato, ser encontrados como "mundos" criados por "divisão" no momento da quebra de simetria espontânea em um multiverso de Nível III. De acordo com Yasunori Nomura, Raphael Bousso e Leonard Susskind , isto é, porque o espaço-espaço global aparecendo no multiverso (eternamente) inflacionário é um conceito redundante. Isso implica que os multiverses dos Níveis I, II e III são, de fato, o mesmo. Esta hipótese é referida como "Multiverse = Quantum Many Worlds".
Relacionados com a ideia de muitos mundos, a interpretação de histórias múltiplas de Richard Feynman e a interpretação de muitas mentes de H. Dieter Zeh.

#### Nível IV: Conjunto final
A hipótese do universo matemático final é a própria hipótese de Tegmark.
Este nível considera todos os universos serem igualmente reais, o que pode ser descrito por diferentes estruturas matemáticas.
Tegmark escreve que:
A matemática abstrata é tão geral que qualquer Teoria de Tudo (TOE), que é definível em termos puramente formais (independentemente da vaga terminologia humana) é também uma estrutura matemática. Por exemplo, TOE envolvendo um conjunto de diferentes tipos de entidades (denotadas por palavras, digamos) e as relações entre elas (denotadas por palavras adicionais) não são senão o que os matemáticos chamam de modelo teórico-setorial, e geralmente pode-se encontrar um sistema formal que é um modelo disto.
Ele argumenta que isso "implica que qualquer teoria do universo paralelo concebível pode ser descrita no Nível IV" e "engloba todos os outros conjuntos, portanto, encerra à hierarquia de multiverso, e impede, digamos, no Nível V."
Jürgen Schmidhuber, no entanto, diz que o conjunto das estruturas matemáticas não está nem bem definido e que admite apenas representações do universo descritas pela matemática construtiva - ou seja, programas informáticos.
Schmidhuber inclui explicitamente as representações do universo descritas por programas não interrompidos, cujos bits de saída convergem após o tempo finito, embora o próprio tempo de convergência não seja previsível por um programa de paragem, devido à indecidibilidade do problema de interrupção. Ele também discute explicitamente o conjunto mais restrito de universos computáveis rapidamente.

### Os nove tipos de Brian Greene
O físico teórico norte-americano e teórico de cordas, Brian Greene, discutiu nove tipos de universos paralelos:

#### Acolchoado (Quilted)
O multiverso acolchoado funciona apenas em um universo infinito. Com uma quantidade infinita de espaço, todo evento possível ocorrerá um número infinito de vezes. No entanto, a velocidade da luz nos impede de estar ciente dessas outras áreas idênticas.

#### Inflacionário (Inflationary)
O multiverso inflacionário é composto de vários bolsos em que os campos de inflação se desmoronam e formam novos universos.

#### Membrana (Brane)
A versão membrana do multiverso postula que todo o nosso universo existe em uma membrana (brane) que flutua em uma maior dimensão. Neste volume, existem outras membranas com seus próprios universos. Esses universos podem interagir uns com os outros, e quando colidem, a violência e a energia produzida são mais do que suficientes para dar origem a um big bang. As membranas flutuam ou se aproximam uma da outro, e a cada poucos trilhões de anos, atraídas pela gravidade ou por alguma outra força que não entendemos, colidem. Este contato repetido dá origem a explosões múltiplas ou "cíclicas". Esta hipótese particular cai sob o guarda-chuva da teoria das cordas, pois exige dimensões espaciais extras.

#### Cíclico (Cyclic)
O multiverso cíclico (através da Teoria Ecpirótica) tem múltiplas branas (cada um de um universo) que colidiram, causando Big Bangs. Os universos se recuperam e passam o tempo até serem remetidos e novamente colidem, destruindo os conteúdos antigos e criando-os de novo.

#### Paisagem (Landscape)
O multiverso de paisagem depende dos espaços Calabi-Yau da teoria de cordas. As flutuações quânticas deixam as formas para um nível de energia mais baixo, criando um bolso com um conjunto de leis diferentes daquele do espaço circundante.

#### Quântico (Quantum)
O multiverso quântico cria um novo universo quando ocorre uma diversão nos eventos, como na interpretação de múltiplos mundos da mecânica quântica.

#### Holográfico (Holographic)
O multiverso holográfico é derivado da teoria de que a superfície de um espaço pode simular o volume da região.

#### Simulado (Simulated)
O multiverso simulado existe em sistemas informáticos complexos que simulam universos inteiros.

#### Final (Ultimate)
O multiverso final contém todo universo matematicamente possível sob diferentes leis da física.

## Realismo modal
Mundos possíveis são uma maneira de explicar probabilidade e declarações hipotéticas. Alguns filósofos, como David Lewis, acreditam que existem todos os mundos possíveis e que são tão reais como o mundo em que vivemos (uma posição conhecida como realismo modal).

## Teoria M
Um multiverso de um tipo um pouco diferente foi contemplado dentro da teoria das cordas e sua extensão de dimensão superior, M-theory.
Essas teorias exigem a presença de 10 ou 11 dimensões espaciais, respectivamente. As dimensões extras 6 ou 7 podem ser compactificadas em uma escala muito pequena, ou nosso universo pode simplesmente ser localizado em um objeto dinâmico (3 + 1), um D3-brane. Isso abre a possibilidade de que existam outras branas que possam suportar outros universos. Isso é diferente dos universos no multiverso quântico, mas ambos os conceitos podem operar ao mesmo tempo.

## Teorias cíclicas
Em várias teorias, há uma série de ciclos infinitos e auto-sustentados (por exemplo, uma eternidade de Big Bangs, Big Crunches e / ou Big Freezes).

## Cenários de evolução do Multiverso[32]

### Multiverso Inóspito (MI)
Propõe que vivemos em um dos poucos multiversos capazes de produzir observadores.

### Seleção Natural Cósmica
Smolin, se apoiando em teorias como a dos buracos negros, postula que “Universos-mãe” poderiam dar origem a “Universos-bebês”, com características espaço-tempo independentes, onde as leis físicas seriam semelhantes. Como na seleção natural de Darwin, “Universos-mãe” que geram mais “Universos-bebês” estariam mais presentes no Multiverso. Parte se de um universo simples, para um complexo.

### Seleção Natural Cósmica com Inteligência
Universos com inteligências são, por definição, mais complexos que Universos sem inteligência, de modo que seus estados internos são mais variados. Basta que algum desses estados mude levemente o fitness reprodutivo de tal Universo para que eventualmente sua linhagem se torne dominante frente a linhagens sem inteligência, geradas no cenário SNC ou no Multiverso Inóspito. (KINOUCHI, 2013)

### Seleção Artificial Cosmológica (SAC)
Vidal (2008, 2010) dá um passo além e sugere que a mente habitante de um Universo-mãe poderia, via extensivas simulações computacionais, determinar como incrementar as condições de vida nos Universos-filhos. Poderíamos assim ter uma evolução dirigida, uma Engenharia Genética Cosmológica, que Vidal chamou de Seleção Artificial Cosmológica (SAC). A diferença em relação ao cenário de SNCI é que agora as mutações não são aleatórias mas propositais. (KINOUCHI, 2013)

## Multiverso, ciência e religião

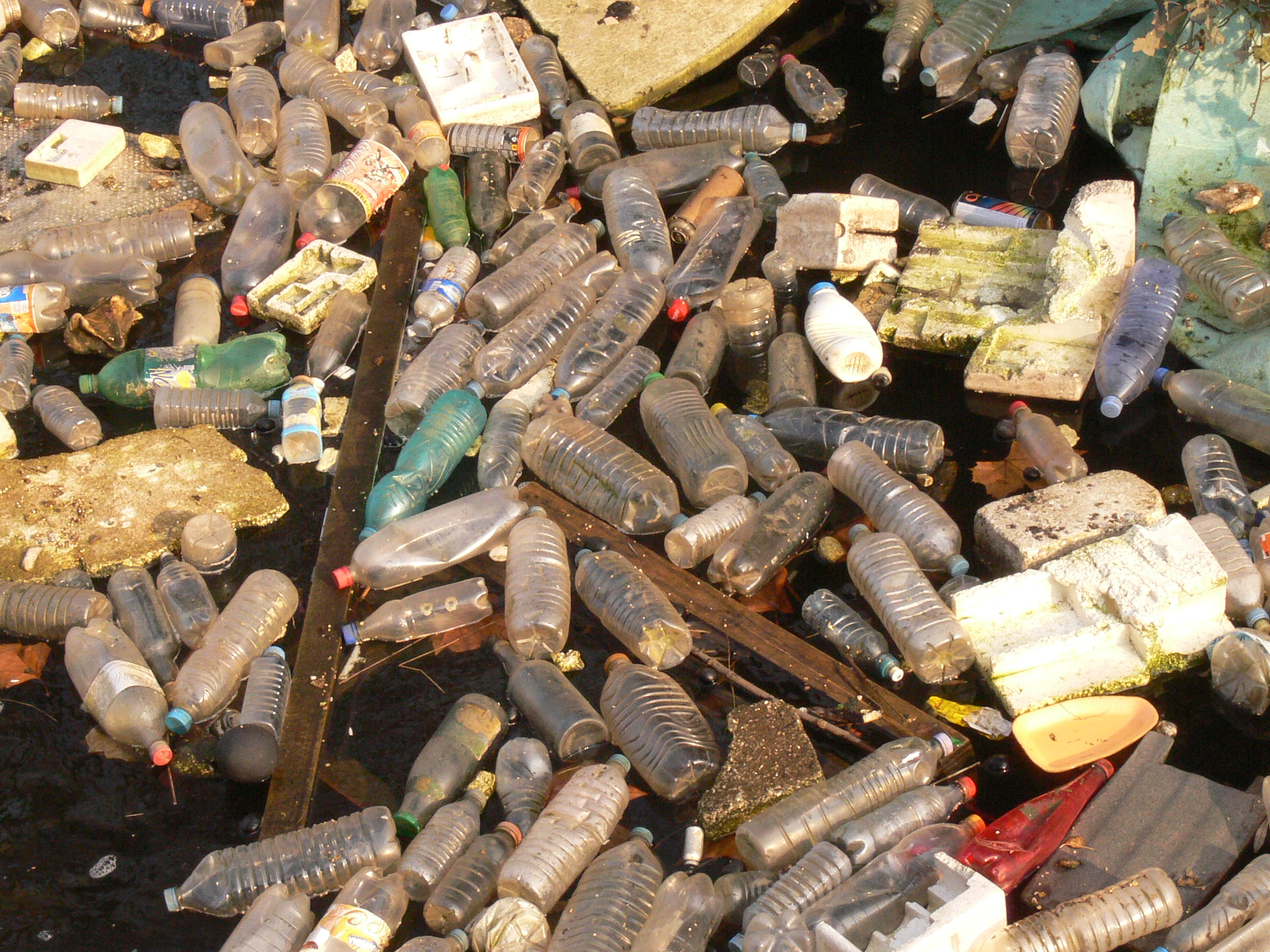
Garrafas de plástico à beira de um rio. O plástico é usualmente produzido a partir de substâncias orgânicas de origem fóssil (petróleo).

As diferentes teorias de Multiverso são por muitos utilizadas para contraposição à ideia do Design Inteligente e seu Argumento da Improbabilidade ou Argumento do Universo Bem Ajustado. Ou seja, são utilizadas por muitos como explicação para a pré-assumida "improbabilidade estatística" das leis da física e das constantes físicas fundamentais serem "tão bem ajustadas" para permitirem a construção do universo tal qual o conhecemos; em particular um universo capaz de abrigar vida inteligente com habilidade de indagar sobre a história do próprio universo em que existe. 
A ideia central dos adeptos de tal linha de pensamento é a de que, se existem múltiplos universos, em um número extremamente grande, a probabilidade de pelo menos um deles se desenvolver com leis e constantes capazes de possibilitar a vida se torna plausível em meio a um multiverso de universos diferentes estocasticamente estabelecidos, assim explicando-se o "ajuste" de nosso universo sem ter-se que recorrer à ideia de um "ajuste fino" cogitado no argumento associado.
Tal argumentação é comum em discussões envolvendo os defensores da existência de um "projetista inteligente" e os defensores de sua inexistência, defensores últimos que buscam uma resposta alternativa à questão decorrente da inexistência do projetista onipotente para o universo através da extrapolação das regras científicas encerradas na teoria da evolução biológica ao restante do universo, contudo sem as pertinentes considerações, o que leva à ideia do multiverso como resposta às estipuladas "particularidades" de nosso universo defendidas pela outra ala. 
O uso de tal linha de raciocínio e resposta é contudo desaconselhado sem acompanhamento dos devidos rigores, e especificamente falho no caso do multiverso. Ele falha essencialmente por desconsiderar que a existência do multiverso não é cientificamente estabelecida, consistindo o argumento por tal apenas em se trocar uma crença por outra; a crença do "projetista inteligente" pela crença do "multiverso". Falha também porque ignora indagações acerca das leis, incluso as de seleção, que regeriam o multiverso, o que levaria de novo à mesma condição inicial: por que o multiverso tem regras capazes de estabelecer a miríade de universos tão distintos que, em um deles, quer via alguma regra de seleção quer não, acabar-se-ia tendo a vida como possível, e acabar-se-ia tendo a vida por realidade?
Importante perceber que a invalidação da resposta via multiverso não implica a validade do argumento do "Universo Bem Ajustado" via um "projetista inteligente", contudo. Em verdade, a falha primordial é mais sutil e comum às duas alternativas de resposta. A falha vai além das respostas, e encontra-se essencialmente na pergunta que visam a responder.
O conceito de um "universo finamente ajustado" funda-se logicamente na premissa da existência de um objetivo final, de uma teleologia, para o universo:  usualmente, "o universo existe com a finalidade de nele haver vida, em específico vida inteligente"; e em particular para alguns dos defensores da ideia de "ajuste fino". A premissa, contudo, não é, assim como a ideia de multiverso, factualmente corroborada. Factualmente não há nada que implique que o universo foi concebido para um "umbigo em particular" existir, quer seja esse umbigo um ser humano em particular, quer seja ele a vida que sabemos ter se desenvolvido em nosso universo, ou quer seja ele uma simples simples garrafa pet ou um outro objeto de plástico qualquer.
A teleologia usual que se propõe para o universo é facilmente questionável, em vista do número de estrelas, bem como de sistemas estelares hoje sabido existentes em nosso universo, quando comparado ao que se tem de concreto sobre a existência de vida no mesmo universo; e a crítica torna-se ainda mais contundente frente à parcela volumétrica do universo efetivamente capaz de abrigar vida. Foram o universo e a Terra finamente "ajustados" para abrigar vida, ou é a vida que por ventura surgiu e adapta-se, a duras e mortais penas, a um inóspito ambiente, para nele continuar existindo durante o tempo que for possível? Factualmente, há para essa pergunta uma resposta científica, e esta fica evidente ao se considerar o destino da Terra daqui há alguns bilhões de anos, quando nosso Sol entrar na etapa final do seu ciclo natural.

## Proponentes e céticos

#### Os defensores de uma ou mais das hipóteses relacionadas a multiverso
Stephen Hawking, Brian Greene, Max Tegmark, Alan Guth, Andrei Linde, Michio Kaku, David Deutsch, Leonard Susskind, Alexander Vilenkin, Yasunori Nomura, Raj Pathria, Laura Mersini-Houghton, Neil deGrasse Tyson e Sean Carroll.

#### Os cientistas que geralmente são céticos com a hipótese do multiverso
Steven Weinberg, David Gross, Paul Steinhardt, Neil Turok, Viatcheslav Mukhanov, Michael S. Turner, Roger Penrose, George Ellis, Joe Silk, Carlo Rovelli, Adam Frank, Marcelo Gleiser, Jim Baggott e Paul Davies.

## Argumentos contra teorias do multiverso
Em sua peça de opinião do New York Times de 2003, "A Breve História do Multiverso", o autor e cosmólogo Paul Davies ofereceu uma variedade de argumentos de que as teorias multiversas não são científicas:
Para começar, como é que a existência dos outros universos deve ser testada? Com certeza, todos os cosmólogos aceitam que existem algumas regiões do universo que se encontram fora do alcance de nossos telescópios, mas, em algum lugar na inclinação escorregadia entre isso e a ideia de que há um número infinito de universos, a credibilidade atinge um limite. À medida que um desliza abaixo dessa inclinação, mais e mais deve ser aceito na fé e cada vez menos está aberto à verificação científica. As explicações multiversas extremas são, portanto, remanescentes das discussões teológicas. Na verdade, invocar uma infinidade de universos invisíveis para explicar as características incomuns da que vemos é tão ad hoc quanto invocar um Criador invisível. A teoria do multiverso pode ser vestida em linguagem científica, mas, em essência, requer o mesmo salto de fé.
- Paul Davies, "A Brief History of the Multiverse"
George Ellis, escrevendo em agosto de 2011, forneceu uma crítica ao multiverso e apontou que não é uma teoria científica tradicional. Ele aceita que o multiverso é pensado para existir muito além do horizonte cosmológico, mas enfatizou estar tão longe teoricamente que é improvável que alguma evidência seja encontrada. Ellis também explicou que alguns teóricos não acreditam que a falta de refutabilidade de testabilidade empírica é uma grande preocupação. Porém, a essa linha de pensamento, se opõe.
Ele também aponta o fato de muitos cientistas, especialmente os defensores da teoria das cordas, não se importarem muito com o multiverso em si. “Para eles, as objeções ao multiverso como conceito não são importantes. Suas teorias vivem ou morrem com base na consistência interna e, espera-se, eventuais testes laboratoriais.”
Ellis diz que os cientistas propuseram a ideia do multiverso como uma maneira de explicar a natureza da existência. Ressalta ainda que, em última instância, deixa essas questões sem solução, porque é uma questão metafísica que não pode ser resolvida pela ciência empírica. Argumenta, ainda, que o teste observacional é o cerne da ciência e não deve ser abandonado.
Cético como sou, penso que a contemplação do multiverso é uma excelente oportunidade para refletir sobre a natureza da ciência e sobre a natureza final da existência: por que estamos aqui .... Ao olhar para esse conceito, precisamos ter a mente aberta, mas não tanto. É um caminho delicado para andar. Os universos paralelos podem ou não existir; O caso não está provado. Vamos ter que viver com essa incerteza. Nada está errado com a especulação filosófica cientificamente baseada, que é o que são as propostas multiversas. Mas devemos nomeá-lo pelo que é.
- George Ellis, Scientific American, "Does the Multiverse Really Exist?"

### Navalha de Occam
A Navalha de Occam é o princípio que afirma que a explicação para qualquer fenômeno deve assumir apenas as premissas estritamente necessárias à explicação do mesmo e eliminar todas as que não causariam qualquer diferença aparente nas predições da hipótese ou teoria. Entre os proponetes e os críticos as teorias do multiverso, não há um consenso na forma de aplicar a navalha de Occam. Os críticos argumentam que postular um número quase infinito de universos não observáveis, apenas para explicar nosso próprio universo, é contrário ao princípio. Mas os proponentes argumentam que, em termos de complexidade de Kolmogorov, o multiverso proposto é mais simples do que um único universo idiossincrático.
Por exemplo, o proponente multiverso Max Tegmark argumenta:

O conjunto inteiro é muitas vezes muito mais simples do que um de seus membros. Este princípio pode ser afirmado de forma mais formal usando a noção de conteúdo de informação algorítmica. O conteúdo de informação algorítmica em um número é, aproximadamente, o comprimento do programa de computador mais curto que produzirá esse número como saída. Por exemplo, considere o conjunto de todos os números inteiros. Qual é mais simples, todo o conjunto ou apenas um número? Nativamente, você pode pensar que um único número é mais simples, mas o conjunto inteiro pode ser gerado por um programa de computador bastante trivial, enquanto um único número pode ser extremamente longo. Portanto, todo o conjunto é realmente mais simples... (Similarmente), os multiversos de nível superior são mais simples. Passar do nosso universo para o Multiverso Nível I elimina a necessidade de especificar as condições iniciais, a atualização para o Nível II elimina a necessidade de especificar constantes físicas e o Multiverso de Nível IV elimina a necessidade de especificar qualquer coisa... Uma característica comum de todos os quatro níveis multiverso são que a teoria mais simples e indiscutivelmente mais elegante envolve universos paralelos por padrão. Para negar a existência desses universos, é preciso complicar a teoria, adicionando processos experimentalmente não suportados e postulados ad hoc: espaço finito, colapso da função da onda e assimetria ontológica. Nosso julgamento, portanto, se resume a que nos achamos mais inútil e inelegante: muitos mundos ou muitas palavras. Talvez nos acostumaremos gradualmente com as formas estranhas do nosso cosmos e acharemos a sua estranheza para fazer parte do seu encanto.